# 大砲万右エ門
大砲 万右エ門（おおづつ まんえもん、1869年12月30日（明治2年11月28日） - 1918年（大正7年）5月27日）は、岩代国刈田郡三沢村（現：宮城県白石市大鷹沢三沢）出身で尾車部屋に所属した大相撲力士。第18代横綱。本名は角張 萬次（かくばり まんじ）。

## 来歴
明治維新直後の1869年に農家の二男として生まれる。子供の時から身体が大きく怪力で、13歳で四斗俵を左右に軽々と提げて歩いた。この恵まれた体格を持つ少年の噂を聞いた伊勢ノ海部屋の元力士の夫人に見出され、1884年の春に上京して尾車部屋へ入門した。同年5月場所、故郷に因んだ「三沢滝（みさわたき）」の四股名で初土俵を踏んだ。入門当初は「コンニャク」と揶揄されるほど足腰が弱く、初土俵から4場所連続で前相撲から抜けられなかったが、1886年6月場所、師匠の初代尾車が勧進元になった際に、ようやくお情け（いわゆる"お蔭出世"）で序ノ口昇進を認めてもらい、1887年1月場所に序ノ口に上がった。1888年には「大砲」（大炮と名乗っていた時期もあった）に改名し、以降成績が安定し、1892年1月場所新十両。
1892年6月場所に新入幕を果たして3勝6敗と歯が立たなかったが、その身体の大きさなのか周囲の崩れに助けられたのか、負け越しにもかかわらず翌場所は小結へ昇進した。当時はまだ大きな体は興業の目玉になるという江戸時代からの慣習が抜け切っていなかった。1899年5月場所に新大関となり、4場所務めて全休1回・途中休場も1回あったが、大関では無敗のまま吉田司家から横綱免許を授与された。横綱免許を獲得した折に止め名であるはずの「谷風梶之助」の襲名を勧められたが、本人は「笑い者になりたくない」と固辞した。
1902年5月場所には8勝1分の好成績を残したが、陸軍の砲兵に志願して、1903年5月場所から3場所全休。陸軍の志願兵になるという当時としては正当性が認められる理由があったものの、怪我・病気などの止むを得ない理由が無いにもかかわらず年月換算で1年半もの間に渡って休場することは現代の大相撲では考えられないことである。復員時には持病のリューマチを悪化させていた。1908年1月場所限りで現役引退し、引退後は年寄・待乳山を襲名して待乳山部屋を経営した。後に小結まで昇進する光風貞太郎が門下だったが、光風の十両昇進を見ることなく、1918年5月27日に背中の腫れ物を手術した後に発症した糖尿病で死去した。48歳没。没後、光風は出羽海部屋へ移籍した。
没後80年が経過した1999年11月28日、生誕130年を記念して故郷・宮城県白石市にある白石城二の丸公園の横綱碑と向かい合う場所に中村晋也が製作した銅像が建立され、除幕式が行われた。

## 人物

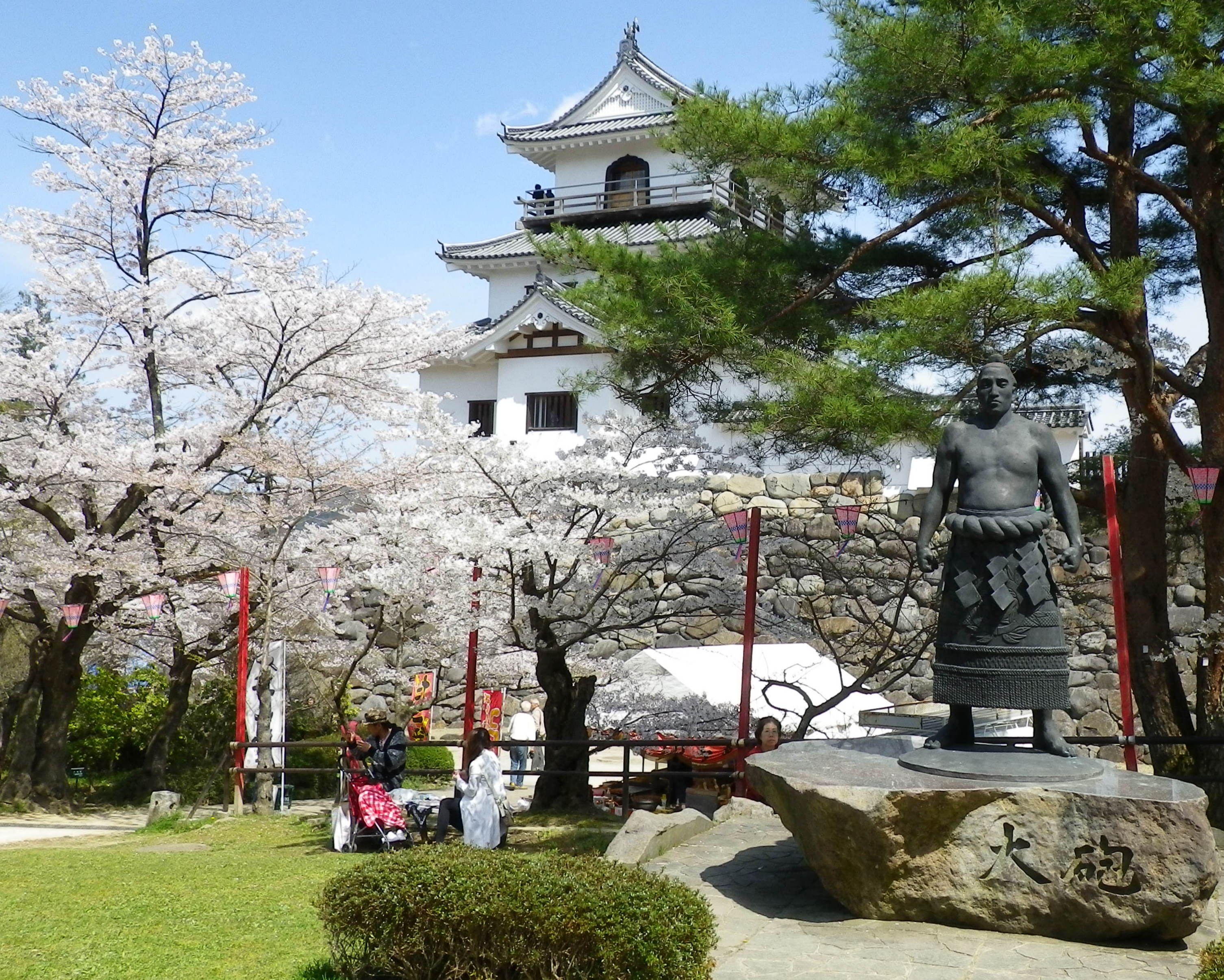
白石城二の丸公園にある中村晋也作の大砲万右衛門像（2010年4月）

小錦八十吉と並んで、19世紀末期～20世紀初期の相撲黄金時代を築き上げた。身長が実に197cm（六尺五寸）にも達し、伝説上の横綱を除けば史上最長身の横綱（当時）で、大砲の没後から約70年後の1986年に北尾光司が横綱に昇進するまでこの記録は破られなかった。
不器用を絵に描いたような力士だったが、力は強く突っ張って突き切れなければ叩く取り口で右四つ左上手を取って、万全の構えを取れば誰にも負けなかった。しかし、巨体のために不器用ゆえか自分で動くと失敗が多く、相手の立合いを待つ取り口で、しかも非常に相撲が遅いので引分が飛び抜けて多い。特に1907年5月場所は9戦全分という珍記録まで樹立した(この場所の相撲は突っ張って叩くだけの緩慢なものだったと伝わる)が、これには雷の「横綱は負けてはいけない」という発言が関係していたとも伝わる。通常は「（横綱は）勝たないといけない」と解釈しなければならないところをこう持っていくことが出来たのは、当の雷も1880年1月場所で4分6休という記録を残していることから、引分で凌いだこともあるためである。横綱時代の引分率は約40％で、復員後の3年6場所に限ると7勝3敗1預25引分、69％にまで跳ね上がる。こうしたことから横綱ではなく「分け綱」だと言われた。横綱相手に引き分ける実力がありながら平幕相手にも勝負を決めきれないというのは、平成以降の常識では考えられない横綱であった。
常陸山谷右エ門ですら大砲には苦戦し、対戦相手が常陸山だと聞けば安心していたと伝わる（対戦成績は大砲の2敗6分）。両者ともに受ける相撲を得意とし、大砲は自分からはほとんど攻め込まずに右四つに組み止めて左上手で守りを固めると動かない、左腕を引っ張り込む攻め方の常陸山にとってはこれ以上取りにくい相手もいなかっただろう。
現役時代のイメージとは異なり頭は良く、話上手なので引退後は巡業の売込で手腕を発揮した。
焼芋が大好物で、2貫（7.5kg）を軽々食べたと伝わる。親方になってもその食習慣は続いていた。当時庶民の食糧であったサツマイモに馴染んだことか相撲取りとして大成した一因となっている。
なお、出身地の白石市では「大砲万右ヱ門」「大砲万右衛門」「大砲萬右衛門」の表記も用いられる。

## エピソード
- 大鵬幸喜が十両に昇進にする際、二所ノ関から「お前（の四股名）は、次の場所から『タイホウ』だ」と四股名を付けられた。それを聞いた大鵬が最初に連想した文字が「大砲」だったが、二所ノ関は「それは『オオヅツ』と読むんだ…」と言って、大砲の話を聞かせたという。なお、大鵬は引退後に巨砲丈士（オオヅツ）という弟子を持つことになる。
- 横綱土俵入りは現在の雲龍型と呼ばれるものに近かったが、せり上がりの後に両腕を広げるという、現在では見られない型で行なっていた。

## 主な成績
- 番付在位場所数：43場所
- 通算成績：106勝30敗52分4預138休　勝率.779[1]
- 幕内通算成績：98勝29敗51分4預138休　勝率.772
- 幕内在位：32場所（途中兵役で3場所休場）
- 優勝相当成績：2回

### 場所別成績
| 1887年 （明治20年） | 西序ノ口40枚目 –       | 東序ノ口5枚目 –         |
| 1888年 （明治21年） | 西序ノ口5枚目 –        | 西序二段23枚目 2–1      |
| 1889年 （明治22年） | 西序二段11枚目 2–0     | 西三段目38枚目 5–0      |
| 1890年 （明治23年） | 東三段目6枚目 4–0      | 西幕下35枚目 2–3        |
| 1891年 （明治24年） | 東幕下24枚目 3–1 1分   | 東幕下10枚目 6–0 1分    |
| 1892年 （明治25年） | 西十両筆頭 8–1 1分     | 西前頭6枚目 3–6–1       |
| 1893年 （明治26年） | 西小結 0–0–10          | 西前頭2枚目 5–4–1       |
| 1894年 （明治27年） | 西関脇 2–2–6           | 西前頭筆頭 4–2–2 2分    |
| 1895年 （明治28年） | 西小結 2–1–7           | 西小結 7–0–2 1分        |
| 1896年 （明治29年） | 西関脇 3–1–5 1分       | 西小結 0–0–10           |
| 1897年 （明治30年） | 西前頭筆頭 6–2–1 1分   | 西小結 4–3–1 2分        |
| 1898年 （明治31年） | 西張出小結 4–0–2 4分   | 西張出関脇 6–0–2 2分    |
| 1899年 （明治32年） | 西関脇 4–1–1 4分       | 西大関 1–0–6 2分1預     |
| 1900年 （明治33年） | 西大関 0–0–10          | 西張出大関 6–0–1 2分1預 |
| 1901年 （明治34年） | 西張出大関 7–0–2 1分   | 東横綱 6–1–1 1分1預     |
| 1902年 （明治35年） | 東横綱 6–2–1 1分       | 東横綱 8–0–1 1分        |
| 1903年 （明治36年） | 東横綱 7–1–1 1分       | 東横綱 0–0–10           |
| 1904年 （明治37年） | 東張出横綱 0–0–10      | 東張出横綱 0–0–10       |
| 1905年 （明治38年） | 東張出横綱 3–1–5 1預   | 東張出横綱 2–1–1 6分    |
| 1906年 （明治39年） | 東張出横綱 1–0–1 8分   | 東張出横綱 0–0–10       |
| 1907年 （明治40年） | 東張出横綱 1–1–6 2分   | 東張出横綱 0–0–1 9分    |
| 1908年 （明治41年） | 東張出横綱 引退 0–0–10 | x                       |
| 各欄の数字は、「勝ち-負け-休場」を示す。 優勝 引退 休場 十両 幕下 三賞：敢=敢闘賞、殊=殊勲賞、技=技能賞 その他：★=金星 番付階級：幕内 - 十両 - 幕下 - 三段目 - 序二段 - 序ノ口 幕内序列：横綱 - 大関 - 関脇 - 小結 - 前頭（「#数字」は各位内の序列） |                        |                         |

- この時代は、幕内力士は千秋楽（10日目）には取組が組まれず、出場しないのが常態であったので、各場所の1休はそれに該当するものであり、実質的には9日間で皆勤である。
- 幕下以下の地位は小島貞二コレクションの番付実物画像による。またこの成績表では、幕下以下の勝敗数等は記録の現存が確認できる分のみ示す。詳細は大相撲#番付・勝敗記録等の現存状況・データベース登録情報などを参照。